# Полланд, Дэвид
Дэвид С. Полланд (англ. David S. Polland, 24 июня 1908 или 1915 — не ранее конца 1970-х) — американский шахматист еврейского происхождения.
Наиболее известен как победитель чемпионата Американской шахматной федерации (открытого чемпионата США) 1937 г. Через год стал бронзовым призером аналогичного турнира.
Чемпион штата Нью-Йорк 1937 г.
В 1938 г. разделил 1—2 места в чемпионате Маршалловского шахматного клуба в Нью-Йорке с самим Ф. Маршаллом.
Дважды (в 1938 и 1940 гг.) участвовал в чемпионатах США.

## Спортивные результаты
| Год         | Город       | Соревнование                | + | − | = | Результат | Место |
| ----------- | ----------- | --------------------------- | - | - | - | --------- | ----- |
| 1930 / 1931 | Нью-Йорк    | Чемпионат Маршалловского ШК |   |   |   |           | 2—4   |
| 1931        | Ром         | Чемпионат штата Нью-Йорк    |   |   |   |           | 6—7   |
| 1936        | Филадельфия | Открытый чемпионат США      |   |   |   |           | 6     |
| 1937        | Нью-Йорк    | Чемпионат Маршалловского ШК |   |   |   |           |       |
|             | Чикаго      | Открытый чемпионат США      |   |   |   |           | 1     |
|             |             | Чемпионат штата Нью-Йорк    |   |   |   |           | 1     |
| 1938        | Нью-Йорк    | Чемпионат Маршалловского ШК |   |   |   |           | 1—2   |
|             | Бостон      | Открытый чемпионат США      |   |   |   |           | 3—4   |
|             | Нью-Йорк    | Чемпионат США               |   |   |   |           | 6—7   |
| 1940        | Нью-Йорк    | Чемпионат США               | 4 | 5 | 7 | 7½ из 16  | 8—11  |